# Владимир Рајковић
Владимир Рајковић (Лесковац, 1. јул 1954) српски је лекар. Постављен је на место начелника Офталмолошке службе после промене начелника др Милића Стојановића. У родном граду је завршио основно образовање. Медицински факултет је завршио у Нишу 1989. године. По завршетку факултета и обављеног стажа радио је годину дана у школском диспанзеру и 1981. године прешао на очно одељење у Лесковцу. Специјалистички испит из офталмологије положио је 1985. године. Начелник је Офталмолошке службе од 2002. Последњих година он уводи нову операцију катаракте по методу факоемулзификације која се ради у Европи, а први пут и у Србији. Предност овог метода у односу на класичан начин је огромна. Анестезија се постиже капима анестетика, рана је мала и не шије се. Такође уведена је и операција страбизма коју је раније изводио лекар из Београда. Од опреме набављен је јаг ласеров апарат.